# سام بگنال
سام بگنال (انگلیسی: Sam Bagnall؛ 6 February 1892 –  1946 (age 54)) بازیکن فوتبال اهل بریتانیا بود.
از باشگاه‌هایی که در آن بازی کرده‌است می‌توان به باشگاه فوتبال چسترفیلد و باشگاه فوتبال شفیلد یونایتد اشاره کرد.